# Vriesea olmosana
Vriesea olmosana är en gräsväxtart som beskrevs av Lyman Bradford Smith. Vriesea olmosana ingår i släktet Vriesea och familjen Bromeliaceae.

## Underarter
Arten delas in i följande underarter:
- V. o. olmosana
- V. o. pachamamae